# 신포시
신포시(新浦市)는 함경남도의 동해안 중부에 위치한 도시이다.

## 역사
고대에는 옥저가 이곳에 위치하였으며, 삼국시대에는 고구려의 땅이였다.고려시대에는 고려의 영향력이 미치지 않았으나, 공민왕 시절 쌍성총관부를 공격하면서 수복하였다. 원래는 규모가 그렇게 크지 않은 항구도시였으며, 북청군 소속이였다. 이름 자체도 신포, 즉 새로운 포구이다. 그러다가 1952년에 북청군 일부를 분리하여 신포군을 만들었고 1960년에 시로 개편하였다. 1974년에 신창군의 일부를 편입하였고 1995년에 일부 지역이 금호지구로 넘어갔다.

## 행정구역
16동 6리로 구성되어 있다.
- 광복1동 (光福一洞)
- 광복2동 (光福二洞)
- 동호1동 (東湖一洞)
- 동호2동 (東湖二洞)
- 련호동 (蓮湖洞)
- 륙대1동 (六坮一洞)
- 륙대2동 (六坮二洞)
- 마양동 (馬養洞)
- 신흥동 (新興洞)
- 양지동 (陽地洞)
- 어항동 (漁港洞)
- 풍어동 (豊魚洞)
- 해산동 (海山洞)
- 해암1동 (海岩一洞)
- 해암2동 (海岩二洞)
- 룡중리 (龍中里)
- 보주리 (寶珠里)
- 부창리 (富昌里)
- 신풍리 (新豊里)
- 신호리 (新湖里)
- 양화리 (陽化里)

## 군사
잠수함을 건조하는 신포조선소가 위치하며, 마양도에는 북한 최대 규모의 잠수함 기지도 존재한다. 이곳에도 SLBM 발사시험이 이루어지기도 하였다.

## 산업
동해안의 중요한 수산업기지이며 특히 원양어업기지이다. 신포수산련합기업소와 수산협동조합들이 있다.

## 지리
남쪽은 동해에 접해 있다. 해안에는 여러 섬들이 위치해 있으며 특히 동조선만에 접해 있다.
1월 평균기온은 －4.1°C, 8월 평균기온은 22.6°C이고 연평균 강수량은 688mm이다.

### 기후
| 신포시의 기후                                 | 신포시의 기후 | 신포시의 기후 | 신포시의 기후 | 신포시의 기후 | 신포시의 기후 | 신포시의 기후 | 신포시의 기후 | 신포시의 기후 | 신포시의 기후 | 신포시의 기후 | 신포시의 기후 | 신포시의 기후 | 신포시의 기후 |
| 월                                            | 1월           | 2월           | 3월           | 4월           | 5월           | 6월           | 7월           | 8월           | 9월           | 10월          | 11월          | 12월          | 연간          |
| --------------------------------------------- | ------------- | ------------- | ------------- | ------------- | ------------- | ------------- | ------------- | ------------- | ------------- | ------------- | ------------- | ------------- | ------------- |
| 일평균 최고 기온 °C (°F)                      | 2.6 (36.7)    | 3.9 (39.0)    | 8.4 (47.1)    | 14.5 (58.1)   | 19.0 (66.2)   | 22.3 (72.1)   | 25.6 (78.1)   | 26.9 (80.4)   | 23.6 (74.5)   | 18.4 (65.1)   | 11.1 (52.0)   | 4.7 (40.5)    | 15.1 (59.2)   |
| 일일 평균 기온 °C (°F)                        | −2.6 (27.3)   | −0.8 (30.6)   | 3.7 (38.7)    | 9.3 (48.7)    | 14.0 (57.2)   | 18.3 (64.9)   | 22.1 (71.8)   | 23.1 (73.6)   | 19.1 (66.4)   | 13.1 (55.6)   | 5.8 (42.4)    | −0.4 (31.3)   | 10.4 (50.7)   |
| 일평균 최저 기온 °C (°F)                      | −7.2 (19.0)   | −5.5 (22.1)   | −0.6 (30.9)   | 4.7 (40.5)    | 9.9 (49.8)    | 15.2 (59.4)   | 19.4 (66.9)   | 20.1 (68.2)   | 14.9 (58.8)   | 8.1 (46.6)    | 1.3 (34.3)    | −4.8 (23.4)   | 6.3 (43.3)    |
| 평균 강수량 mm (인치)                         | 18.2 (0.72)   | 14.2 (0.56)   | 17.0 (0.67)   | 33.7 (1.33)   | 61.3 (2.41)   | 58.3 (2.30)   | 152.3 (6.00)  | 123.8 (4.87)  | 86.2 (3.39)   | 39.9 (1.57)   | 37.6 (1.48)   | 15.8 (0.62)   | 658.3 (25.92) |
| 평균 강수일수 (≥ 0.1 mm)                      | 4.8           | 3.4           | 4.4           | 4.7           | 6.6           | 6.9           | 10.0          | 9.4           | 6.1           | 4.4           | 5.1           | 3.9           | 69.7          |
| 평균 강설일수                                 | 6.8           | 5.6           | 4.6           | 0.5           | 0.0           | 0.0           | 0.0           | 0.0           | 0.0           | 0.0           | 1.5           | 4.9           | 23.9          |
| 평균 상대 습도 (%)                            | 67.7          | 66.4          | 67.2          | 68.2          | 74.7          | 82.0          | 85.6          | 84.3          | 78.2          | 71.9          | 68.4          | 65.4          | 73.3          |
| 출처: 대한민국 기상청 (평년값: 1991년~2020년) |               |               |               |               |               |               |               |               |               |               |               |               |               |

## 교통
평라선이 지나가며 풍어역, 륙대동역, 신포역, 양화역이 있다.

## 경수로 건설
2000년대에 KEDO가 건설한 경수로는 금호군에 위치해 있다.

## 같이 보기
- 마양도

## 참고 자료
- Dormels, Rainer. North Korea's Cities: Industrial facilities, internal structures and typification. Jimoondang, 2014. ISBN 978-89-6297-167-5